# Berghausen (Oberuckersee)

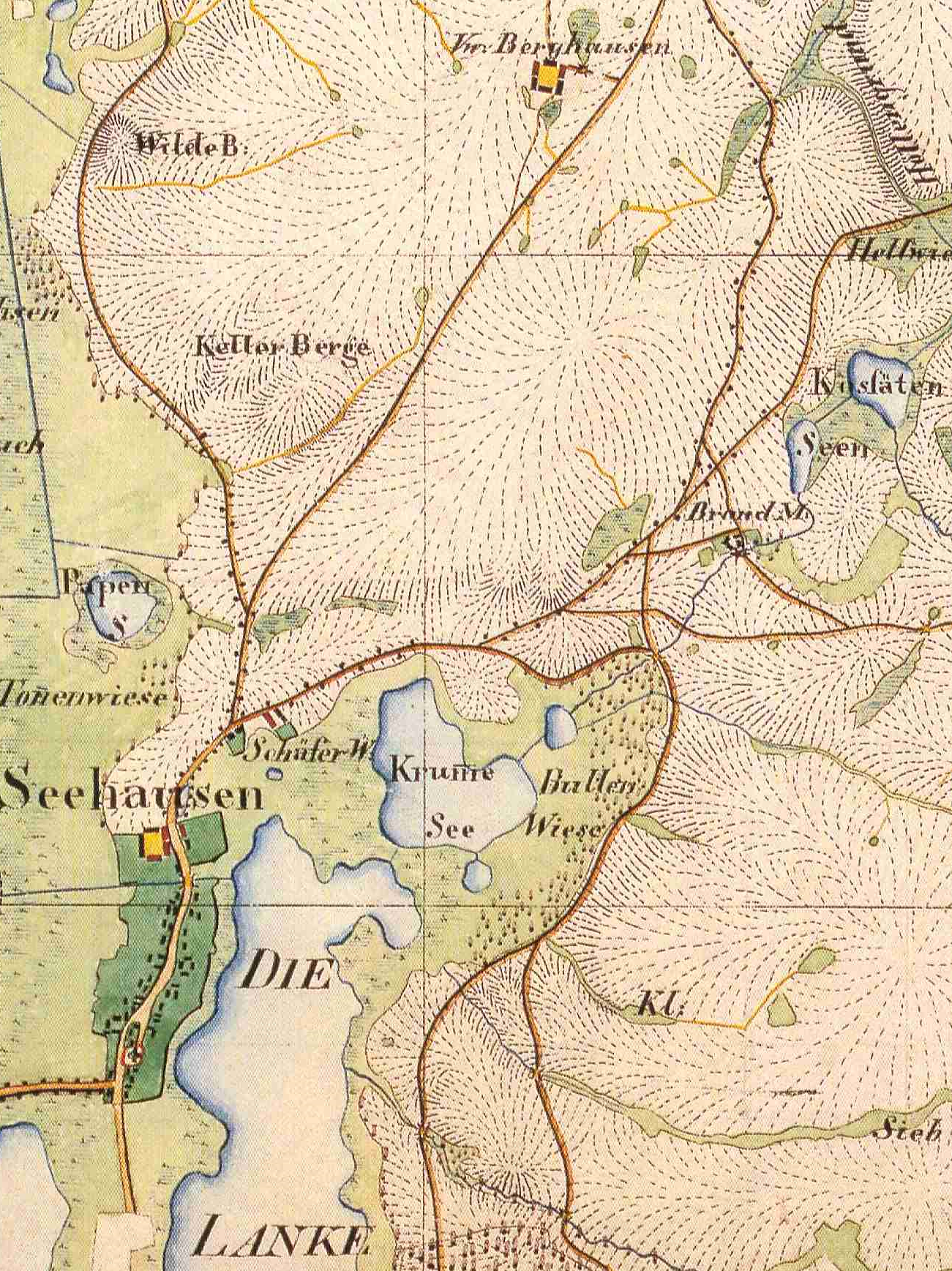
Seehausen mit den Wohnplätzen Berghausen und Brandmühle, Ausschnitt aus dem Urmesstischblatt von 1827

Berghausen ist ein Wohnplatz in der Gemeinde Oberuckersee im Landkreis Uckermark (Brandenburg). Er wurde 1822 durch das Schulamt Seehausen auf der Feldmark Seehausen angelegt.

## Lage
Der Wohnplatz liegt rund 2,5 km nordöstlich des Ortskerns von Seehausen und liegt an einer kleinen Verbindungsstraße, die nördlich des Bahnhofs Seehausen (Uckermark) von der Bahnhofsstraße abzweigt und weiter nach dem Wohnplatz Ausbau im Ortsteil Bertikow der Gemeinde Uckerfelde, und schließlich nach Bietikow führt. Der Wohnplatz Berghausen liegt auf etwa 59 m ü. NHN.

## Geschichte
Das Vorwerk Berghausen wurde 1822 vom Schulamt Seehausen auf der Feldmark von Seehausen neu erbaut und benannt. 1840 bestand das Vorwerk aus einem Wohnhaus und Wirtschaftsgebäuden; das Vorwerk hat 18 Bewohner. Eduard Messow gibt in seiner 1846 erschienenen Arbeit 20 Einwohner an. 1860 ist die Zahl der Wirtschaftsgebäude mit fünf Gebäuden angegeben. 1871 lebten in dem einzigen Wohnhaus 20 Menschen. 1874 bildeten das Vorwerk Seehausen und das Vorwerk Berghausen einen eigenen Gutsbezirk, der erst 1928 mit dem Gemeindebezirk zur Landgemeinde Seehausen vereinigt wurde.
Der Gutsbezirk Seehausen hatte 1860 eine Größe von 2919 Morgen, verglichen mit 570 Morgen des Gemeindebezirks Seehausen. Adolf Frantz gibt die Gesamtgröße der Vorwerke Seehausen und Berghausen dagegen mit 3205 Morgen an, davon 2050 Morgen Acker, 951 Morgen Wiese, 184 Morgen Weide. Die Pacht betrug 4099½ Taler jährlich. Für 1900 lauten die entsprechenden Zahlen in Hektar, Gutsbezirk: 816 ha, Gemeindebezirk: 161 ha.
| Jahr      | 1840 | 1846 | 1858 | 1871 | 1925 |
| Einwohner | 18   | 20   | 21   | 28   | 30   |

## Kommunale Geschichte
Zur Zeit der Gründung des Vorwerkes 1822 gehörte Berghausen zum Kreis Angermünde der Provinz Brandenburg. Mit der Kreisreform von 1952 in der damaligen DDR wurde Seehausen mit dem Wohnplatz Berghausen dem Kreis Prenzlau im Bezirk Neubrandenburg überwiesen. In der Kreisreform von 1993 wurde der Kreis Prenzlau zusammen mit den Kreisen Angermünde und Templin zum Landkreis Uckermark vereinigt.
Berghausen gehört im 19. und Anfang des 20. Jahrhunderts zum Gutsbezirk Seehausen. Mit der Bildung der Amtsbezirke in der Provinz Brandenburg 1874 wurde der Gutsbezirk Seehausen mit dem Vorwerk Berghausen an den Amtsbezirk Nr. 1 Seehausen des Kreises Angermünde angeschlossen. Amtsvorsteher war der Pächter des Schulgutes Seehausen Friedrich Steinicke, sein Stellvertreter der Gutsbesitzer Wölle auf Warnitz. Der Gutsbezirk Seehausen wurde erst 1928 mit dem Gemeindebezirk Seehausen zur Landgemeinde Seehausen vereinigt. 1931, 1957 und 1977 war Berghausen ein Wohnplatz von Seehausen. 1992 schloss sich Seehausen mit 13 anderen Gemeinden zur Verwaltungsgemeinschaft Amt Gramzow zusammen. Zum 31. Dezember 2001 bildeten die Gemeinden Blankenburg, Potzlow, Seehausen und Warnitz die neue Gemeinde Oberuckersee innerhalb des Amtes Gramzow. Seehausen ist seither ein Ortsteil der Gemeinde Oberuckersee, Berghausen hat den Status eines Wohnplatzes.

## Bohrung Berghausen
Bei Berghausen wurde 1903 eine flache Bohrung nieder gebracht. Nach 47,5 m Quartär traf die Bohrung tonigen Glimmersand an, der vermutlich dem Miozän angehörte. Im weiteren Verlauf der Bohrung wechselten Glimmersand und -ton, Quarzkies mit zentimetergroßen Geröllen aus grauem Sandstein und verkieseltem Kalk. Auch diese Sedimente sind wohl in das Miozän zu datieren. Die Bohrung erreichte eine Endtiefe von 136 m.

## Pächter
Das Vorwerk Berghausen war immer zusammen mit dem Vorwerk Seehausen verpachtet, sodass der Pächter auch immer gleichzeitig der Pächter von Berghausen war. Auch wird in den Handbücher des Grundbesitzes im Deutschen Reiche (1885 bis 1921) Berghausen nie separat angegeben. Auch Niekammer's landwirtschaftliche Güteradressbücher (1907–1929) geben Berghausen nicht separat an.